# Undarana rosella
Undarana rosella är en insektsart som beskrevs av Hoch och Francis Gard Howarth 1989. Undarana rosella ingår i släktet Undarana och familjen kilstritar. Inga underarter finns listade i Catalogue of Life.